# Lagos Gokyo
Los lagos Gokyo (en nepalí: गोक्यो ताल) son un grupo de lagos oligotróficos de Nepal que se encuentran en el Parque nacional de Sagarmatha, localizados a una altitud de entre 4700−5000 m s. n. m.. Estos lagos son el sistema de agua dulce más alto del mundo, y comprende seis lagos principales, de los cuales el lago Thonak es el más grande. En septiembre de 2007, Gokyo y los humedales asociados de 7770 ha fueron designados un sitio Ramsar.
Los lagos Gokyo se encuentran en el distrito de Solukhumbu en la zona de Sagarmatha al noreste de Nepal. Gokyo Cho, también llamado Dudh Pokhari, es el lago principal, con una superficie de 42,9 ha, estando establecido en su orilla oriental la localidad homónima de Gokyo. Thonak Cho, el lago más grande, tiene una superficie de 65,07 ha, Gyazumpa Cho tiene 29 ha, Tanjung Cho 16,95 ha y Ngojumba Cho, el más pequeño de los lagos principales, solamente 14,39 ha. 

Lagos Gokyo
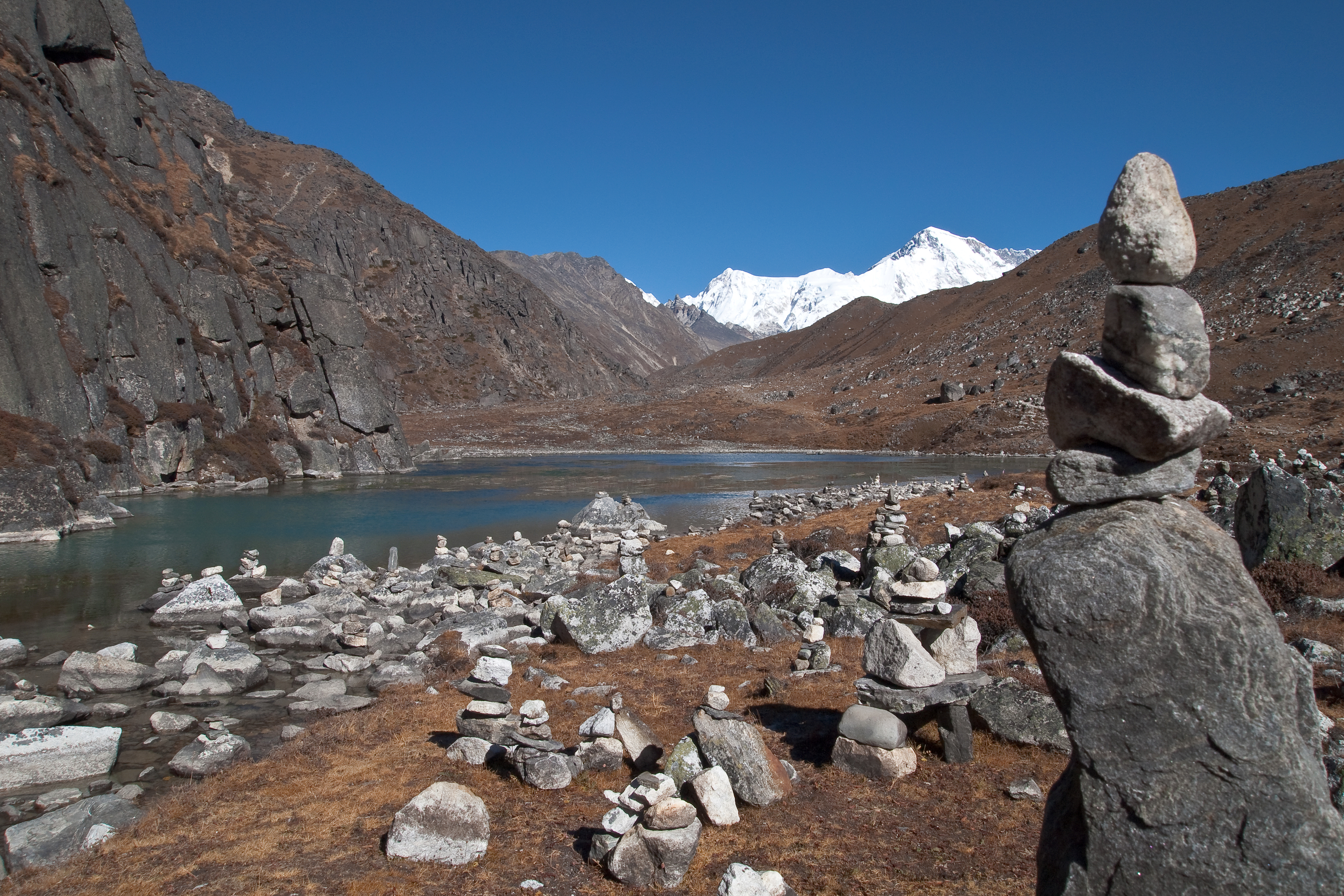
Primer lago
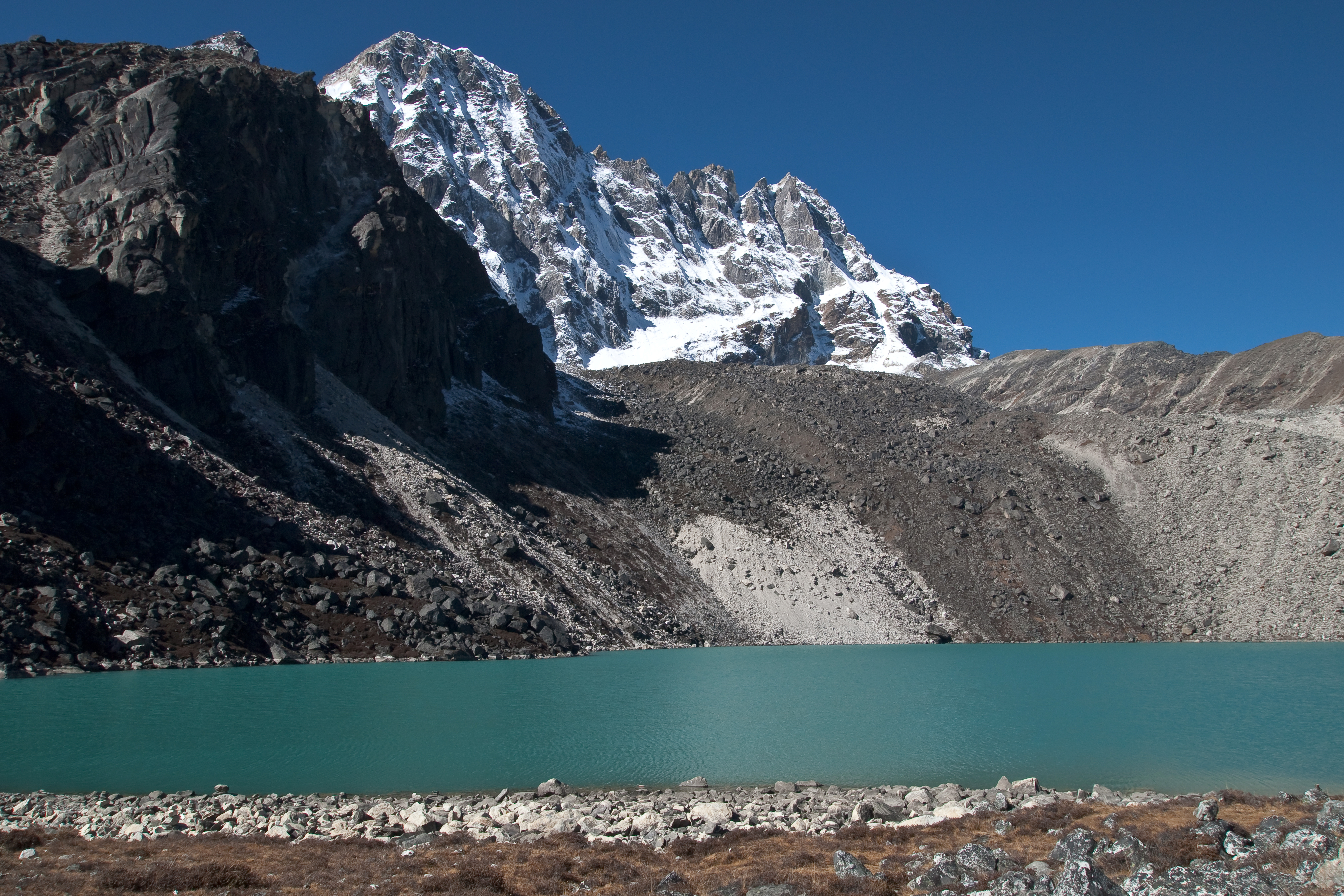
Segundo lago
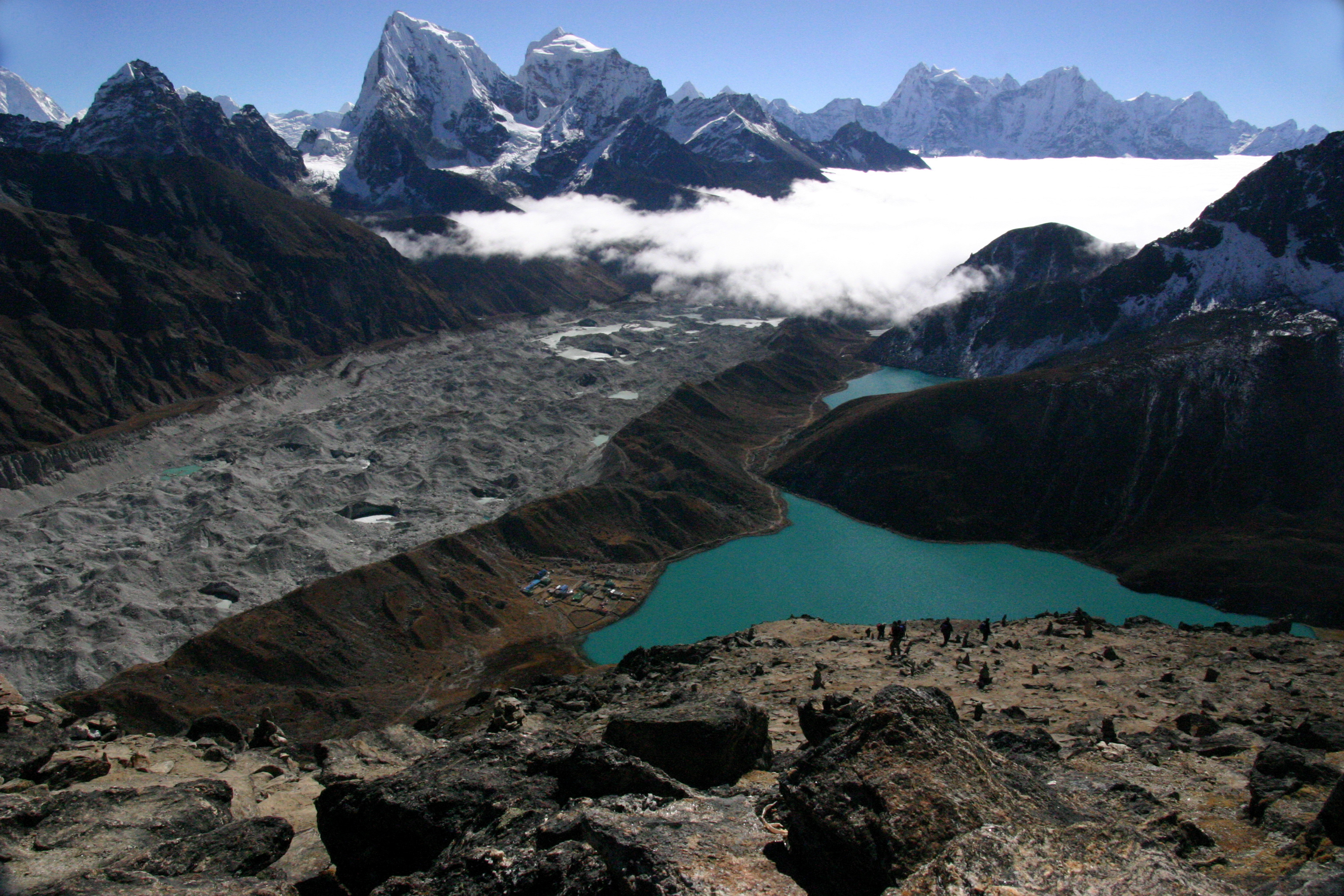
Segundo e tercer lagos
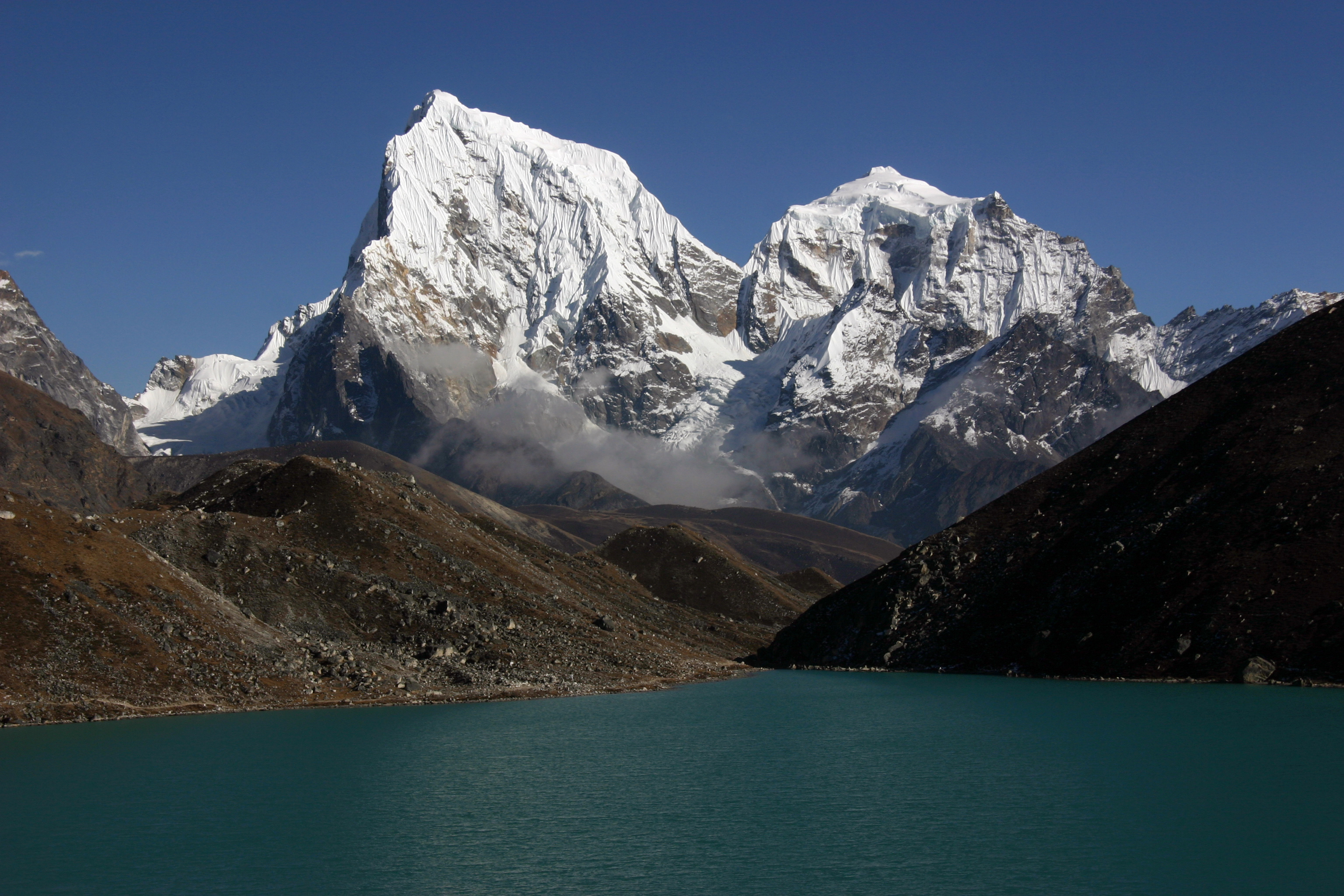
Tercer lago
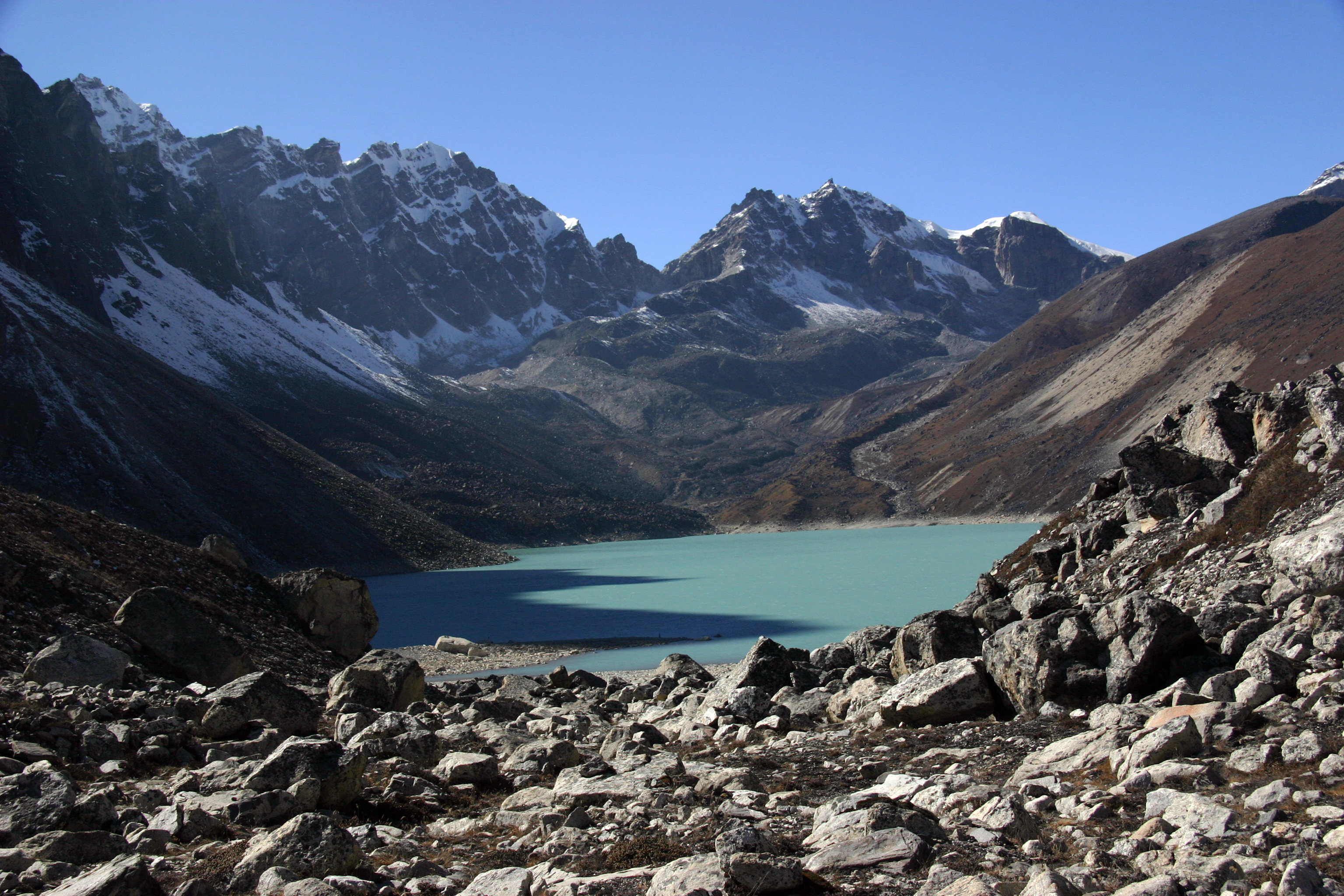
Cuarto lago
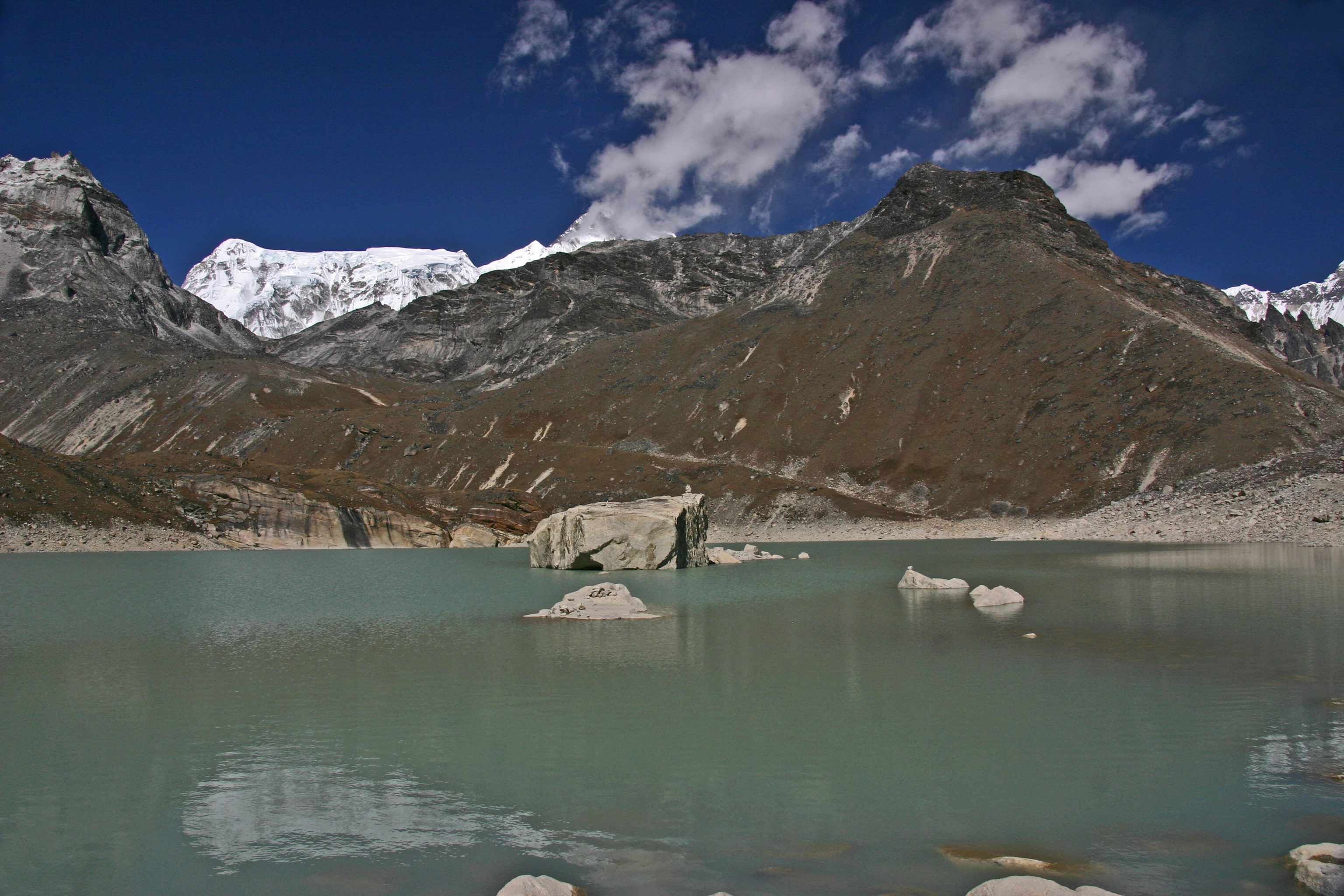
Quinto lago